# Zlaté prasátko
Zlaté prasátko  je česká vánoční pověra, která vznikla už ve středověku. Podle ní je zlaté prasátko vidina přislíbená za neporušený předvánoční půst. Podle pověry každý, kdo celý den až do štědrovečerní večeře nebude jíst maso, uvidí zlaté prasátko. Proto se během dne podávají obvykle bezmasá jídla jako je např. staročeský kuba.

## Historie
V indoevropských náboženstvích je vepř všeobecně zasvěcen slunci a spojován s jeho zrozením, příkladem je římský Saturn, který během saturnálií měl přijíždět na voze taženém prasetem se zlatými štětinami.
Zlaté prase je posvátným zvířetem Dažboga Svarožice. 
Také Freya vlastní kance Hildisvína se zlatými štětinami.
V době adventu se odnepaměti postili zejména věřící. Délka půstu se pak v různých církvích a diecézích lišila. Postí se obvykle ale i nekřesťanské rodiny, půst je tradičním českým vánočním zvykem bez ohledu na náboženskou příslušnost. Pohany ovšem na rozdíl od křesťanů, kteří půst nikdy neměli spojený se zlatým přeludem a prasata považovali za ikonu něčeho podřadného, lákala právě vidina zlatého prasátka pro štěstí. Zlato signalizovalo započatý odchod zimy, prase zase příslib hojnosti a prosperity. Valburga Vavřinová ve své Malé encyklopedii Vánoc zmiňuje, že dříve se v českých zemích nevěřilo jen na prasátko. V určitých obdobích jej suploval třeba kohout, beránek nebo telátko. Neměnná a stěžejní byla právě zlatá barva.
Půst se podle této vánoční pověry z původního celého adventu redukuje na Štědrý den – od půlnoci do západu slunce. Tradice je zážitkem především pro děti, podle lokálních nebo rodinných zvyků rodiče postícímu se dítěti zlaté prasátko často předvedou, třeba v podobě odrazu zrcátka na zdi. Zahraniční zdroje se obecně shodují, že se jedná o pověru omezenou na území Česka.

## Zlaté prasátko v kultuře

### V literatuře
Zlaté prasátko je často zmiňováno v české literatuře, např. v Babičce Boženy Němcové, v Roku na vsi bratří Mrštíků či v Kytici K. J. Erbena (zde jako „zlatouškové“).

### V reklamě
Zlaté prasátko je téma reklamy na Kofolu, která se stala mimořádně populární v Česku i na Slovensku. Tatínek Josef Polášek v ní poučuje o nutnosti dodržet půst, aby dcera uviděla prasátko, a roztomilá holčička po spatření divočáka odpovídá: Nene, já nemusím, já už ho vidím!.